# Trakan Phuet Phon (huyện)
Trakan Phuet Phon (tiếng Thái: ตระการพืชผล) là một huyện (amphoe) ở phía bắc của tỉnh Ubon Ratchathani, đông bắc Thái Lan.

## Địa lý
Các huyện giáp ranh (từ phía đông bắc theo chiều kim đồng hồ) là: Kut Khaopun, Pho Sai, Si Mueang Mai, Tan Sum, Don Mot Daeng, Lao Suea Kok của tỉnh Ubon Ratchathani, Pathum Ratchawongsa và Phana của tỉnh Amnat Charoen.

## Lịch sử
Tiền thân của huyện là Mueang Phana Nikhon (พนานิคม) thuộc Mueang Ubon Ratchathani.
Năm 1913 Huyện đã được đổi tên từ Pachin Ubon thành Trakan Phuet Phon. Do trụ sở huyện nằm ở Ban Khulu, tên huyện đã được đổi tên thành Khulu. Năm 1939, tên được đổi tên thành Phana Nikhom, được chuyển lại tên cũ vào năm sau.

## Hành chính
Huyện này được chia thành 23 phó huyện (tambon), các đơn vị này lại được chia ra thành 235 làng (muban). Trakan Phuet Phon là một đô thị phó huyện (thesaban tambon) nằm trên toàn bộ tambon Khu Lu và một phần tambon Kham Charoen. Có 22 Tổ chức hành chính tambon.
| STT. | Tên                | Tên Thái   | Số làng | Dân số |  |
| ---- | ------------------ | ---------- | ------- | ------ |  |
| 1.   | Khulu              | ขุหลุ        | 8       | 7.632  |  |
| 2.   | Kradian            | กระเดียน    | 9       | 4.748  |  |
| 3.   | Kasem              | เกษม       | 15      | 7.828  |  |
| 4.   | Kutsakon           | กุศกร       | 9       | 3.668  |  |
| 5.   | Kham Pia           | ขามเปี้ย     | 12      | 7.269  |  |
| 6.   | Khon Sai           | คอนสาย     | 10      | 5.926  |  |
| 7.   | Khok Chan          | โคกจาน     | 12      | 5.279  |  |
| 8.   | Na Phin            | นาพิน       | 11      | 5.558  |  |
| 9.   | Na Samai           | นาสะไม     | 13      | 6.113  |  |
| 10.  | Non Kung           | โนนกุง      | 12      | 5.913  |  |
| 11.  | Trakan             | ตระการ     | 9       | 5.431  |  |
| 12.  | Tak Daet           | ตากแดด     | 10      | 2.957  |  |
| 13.  | Lai Thung          | ไหล่ทุ่ง      | 12      | 8.292  |  |
| 14.  | Pao                | เป้า        | 11      | 5.983  |  |
| 15.  | Se Pet             | เซเป็ด      | 10      | 3.495  |  |
| 16.  | Saphue             | สะพือ       | 8       | 5.268  |  |
| 17.  | Nong Tao           | หนองเต่า    | 9       | 3.669  |  |
| 18.  | Tham Khae          | ถ้ำแข้       | 9       | 4.332  |  |
| 19.  | Tha Luang          | ท่าหลวง     | 9       | 3.317  |  |
| 20.  | Huai Fai Phatthana | ห้วยฝ้ายพัฒนา | 12      | 5.367  |  |
| 21.  | Kut Ya Luan        | กุดยาลวน    | 7       | 3.462  |  |
| 22.  | Ban Daeng          | บ้านแดง     | 9       | 2.846  |  |
| 23.  | Kham Charoen       | คำเจริญ     | 9       | 5.408  |  |